# Katherine Pancol

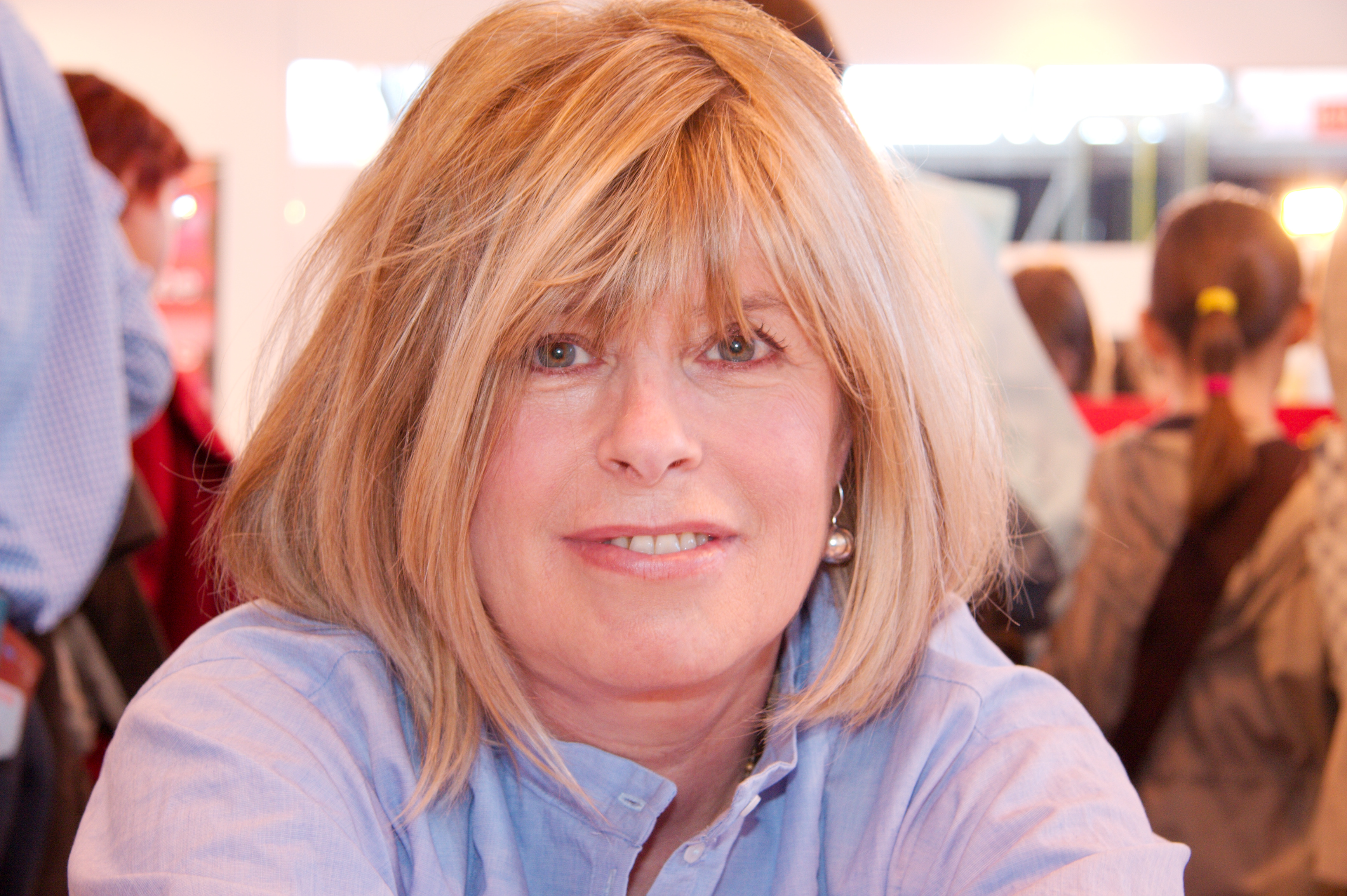
Katherine Pancol (2009)

Katherine Pancol (* 22. Oktober 1954 in Casablanca) ist eine in Marokko geborene französische Autorin.

## Biographie
Im Alter von fünf Jahren verließ Katherine Pancol Casablanca, Marokko, und ging mit ihren Eltern nach Frankreich. Sie studierte Literatur und wurde zunächst Lehrerin für Französisch und Latein, bevor sie sich dem Journalismus zuwandte. Während der Arbeit für die Zeitschriften Paris-Match und Cosmopolitan wurde sie von einem Verleger entdeckt, der von ihrem Stil begeistert war und sie zum Schreiben von Büchern ermutigte. Nach dem großen Erfolg von ihrem Debütroman Moi D'abord 1979 zog Pancol nach New York, wo sie an der Columbia University Vorlesungen zu Kreativem Schreiben und Drehbuchschreiben besuchte. In dieser Zeit schrieb sie drei weitere Romane: Zügellos; Scarlett, wenn möglich und Ein Mann wie mein Vater.
Während der Zeit in Amerika veränderte sich auch Pancols Schreibstil: Er wurde hektischer, amüsanter und actionreicher.
Ihr Roman Les yeux jaunes des crocodiles, der 2006 veröffentlicht wurde, hatte mit mehr als einer Million verkauften Exemplaren großen Erfolg in Frankreich. Dafür wurde Katherine Pancol in Moskau als „Beste Autorin 2007“ ausgezeichnet. Noch im Jahr 2008 war Les yeux jaunes des crocodiles auf Platz 6 der meistverkauften Bücher in Frankreich. Der Roman wurde unter anderem ins Russische, Chinesische, Ukrainische, Polnische, Italienische, Koreanische und ins Vietnamesische übersetzt. Mit den beiden Folgebänden bildet der Roman eine Trilogie.
Katherine Pancol ist geschieden und hat zwei erwachsene Kinder. Sie lebt in Paris.

## Werke
- 1979: Moi d’abord (dt. Titel: Wege in die Zärtlichkeit), ISBN 3-404-10705-5
- 1981: La Barbare (dt. Titel: Zügellos), ISBN 3-404-10204-5
- 1985: Scarlett, si possible (dt. Titel: Wenn möglich, Scarlett), ISBN 3-548-22866-6
- 1990: Les hommes cruels ne courent pas les rues (dt. Titel: Ein Mann wie mein Vater), ISBN 3-442-42575-1
- 1993: Vu de l’extérieur (dt. Titel: Das ganz große Leben), ISBN 3-442-42626-X
- 1994: Une si belle image (dt. Titel: Jackie), ISBN 3-7844-2547-X
- 1998: Encore une danse (dt. Titel: Eine Liebe in Paris), ISBN 3-404-14648-4
- 1999: J’étais là avant, ISBN 2-226-10819-X
- 2001: Et monter lentement dans un immense amour …, ISBN 2-226-12247-8
- 2002: Un homme à distance, ISBN 2-226-13137-X
- 2003: Embrassez-moi, ISBN 2-253-11465-0
- 2006: Les yeux jaunes des crocodiles (Die gelben Augen der Krokodile). Übers. Nathalie Lemmens, ISBN 2-253-12120-7
- 2008: La Valse lente des Tortues (Der langsame Walzer der Schildkröten). ISBN 978-2-226-18231-9
- 2010: Les écureuils de Central Park sont tristes le lundi (Montags sind die Eichhörnchen traurig). Übers. Nathalie Lemmens, ISBN 978-2-253-16195-0
- Muchachas. Folgen 1 – 3. Übers. Nathalie Lemmens: Tanz in den Tag./Nur ein Schritt zum Glück/Kopfüber ins Leben. Penguin, München 2016–2017